# Jüdischer Film
Der jüdische Film ist ein wichtiger Bestandteil der modernen jüdischen Kultur.
Eine genaue Abgrenzung des Begriffs ist schwierig. Jüdische Filme sind Filme, die von jüdischen Künstlern gemacht werden und jüdische Themen behandeln. Die Jüdische Allgemeine beschreibt diese als "Filme mit jüdischen Charakteren, jüdischen Handlungselementen und Konnotationen, die sich auf jüdische Geschichte, Kultur, Religion und die unterschiedlichsten jüdischen Lebenswelten beziehen."

## Geschichte

### Stummfilm
Bereits in der Anfangszeit des Films entstanden zahlreiche jüdische Stummfilme.
Diese stellten meist Themen aus jüdischer Vergangenheit und Kultur dar.
Wichtige Produktionen waren die Filme Ost und West (1923), Jiskor (1924) und Jüdisches Glück (1925), der in der Sowjetunion entstand und das Leben in einem osteuropäischen Shtetl darstellte.
Schauspieler und Regisseure der Filme kamen meist aus der Szene des hochentwickelten jiddischen Theaters in Europa und den USA.

## Jüdischer Film in anderen Sprachen
Filme von jüdischen Regisseuren wurden nun vor allem in den Sprachen der Produktionsländer gedreht, also überwiegend auf Englisch.
Wichtig waren die Filmen der Marx Brothers, von Mel Brooks, Woody Allen oder Steven Spielberg. Ebenso  Der Fixer  (1968) oder Yentl (1983).

## Jüdische Filmproduzenten
Die wichtigsten Produzenten jiddischer Filme waren Sidney M. Goldin, Joseph Seiden und Edgar G. Ulmer in den USA, Leo Forbert, Saul Goskind und Joseph Green in Polen.
Viele der wichtigsten Produzenten in Hollywood waren jüdischer Herkunft: Samuel Goldwyn, Louis B. Mayer, die Warner Brothers, ebenfalls David O. Selznick, Marcus Loew, Adolph Zukor, Lew Wasserman, Steven Spielberg und David Geffen. Allerdings spielten jüdische Themen nur in vereinzelten ihrer Produktionen eine Rolle.

## Jüdische Filmkomponisten
Jüdische Filmkomponisten haben auch die Musik zu zahlreichen bedeutenden Filmen des 20. Jahrhunderts geschrieben. Zu den bekanntesten und erfolgreichsten zählen Elmer Bernstein, Danny Elfman, Elliot Goldenthal, Jerry Goldsmith, Bernard Herrmann, James Horner, Alan Menken, Alfred Newman, Hugo Riesenfeld, Miklós Rózsa, Lalo Schifrin, die Sherman Brothers, Howard Shore, Max Steiner und Dimitri Tiomkin.

## Jüdische Filmfestivals
Es etablierten sich im Laufe der Zeit zahlreiche jüdische Filmfestivals
- Jüdisches Filmfestival Berlin & Potsdam
- Jüdisches Filmfestival Berlin Brandenburg
- Warszawski Festiwal Filmów o Tematice Żydowskiej
- Jüdisches Filmfestival Wien
- Jüdisches Filmfestival Zagreb
- Los Angeles Jewish Film Festival
- New York Jewish Film Festival
- Toronto Jewish Film Festival
- u. a.